# Aswath Damodaran
Aswath Demodaran (ur. 24 września 1957 roku w Chennai w Indiach) – amerykański profesor finansów indyjskiego pochodzenia. Demodaran jest znany ze swojej pracy naukowej odnoszącej się do wyceny, zarządzania finansami przedsiębiorstw, zarządzania portfelem inwestycyjnym. Zajmuje się on także tworzeniem szczegółowych baz danych wykorzystywanych do sporządzania wycen finansowych.
Od 1986 roku jest profesorem w Stern School of Business na Uniwersytecie Nowojorskim.

## Zobacz także
- Współczynnik beta
- Beta odlewarowana